# Gabriela Matečná
Gabriela Matečná (ur. 28 listopada 1964 w Popradzie) – słowacka agronom i urzędniczka państwowa, w latach 2016–2020 minister rolnictwa i rozwoju obszarów wiejskich, od 2018 do 2020 również wicepremier.

## Życiorys
W 1987 ukończyła studia rolnicze na Słowackim Uniwersytecie Rolniczym w Nitrze. Do 1989 pracowała w instytucie naukowym, później w przedsiębiorstwach rolnych. Prowadziła również własną działalność gospodarczą w zakresie usług konsultingowych. Od 2004 do 2007 była zatrudniona w agencji płatności rolnych (Pôdohospodárska platobná agentúra). Od 2010 pracowała w SPF, słowackim funduszu ziemi (Slovenský pozemkový fond). Była dyrektorem departamentu, a od 2012 dyrektorem generalnym SPF.
23 marca 2016 powołana na urząd ministra rolnictwa i rozwoju obszarów wiejskich w trzecim rządzie Roberta Ficy. Została rekomendowana na to stanowisko przez Słowacką Partię Narodową. Pozostała na tym stanowisku również w utworzonym 22 marca 2018 gabinecie Petera Pellegriniego; dodatkowo powierzono jej wówczas funkcję wicepremiera. Zakończyła urzędowanie wraz z całym rządem w marcu 2020.